# Kallerupstenen
Kallerupstenen (eller Høje Tåstrup-stenen) er en af Danmarks ældste runesten. Der er små skålformede fordybninger i stenen. De menes at være meget ældre end runerne. En kultsten kan være genbrugt i vikingetiden. Da en stenhugger i 1827 var i færd med at kløve sten på en mark i Kallerup nord for Hedehusene, så han en sten på jorden. Stenen lå ikke langt fra Roskilde Landevej "i Nærheden af 3 store, dog nu for det meste ødelagte Stensætninger, liggende tæt ved hinanden i fortløbende Række. Om denne Plads sagde Beboerne, at den pleiede at kaldes Gjettetinget eller Jættetinget".
Stenen står i dag ved Ansgarkirken i Hedehusene.

## Indskriften
| Translitteration | HurnburA \| stAin : suiþks :   |
| Transskription   | Hornbura stæinn Svīðings.      |
| Oversættelse     | Hornbores sten, Svides ætling. |

## Kallerupstenen – ældre end Jellingstenene
Kallerupstenens historie: Da en stenhugger i 1827 var i færd med at kløve sten på gårdejer Niels Larsens mark ved Kallerup, så han en sten ragende næppe en tomme over jorden. På den side, som vendte mod jorden, var udhugget bogstaver. Degnen H.F.H.Mossin i Høje-Tåstrup meddeler 18. december 1827 fundet til Nationalmuseet.
Stenen lå midt mellem Roskilde Landevej og Nedrevejen fra Kallerup til Baldersbrønde. Nationalmuseets sognebeskrivelse siger, at den lå syd for Græshøj og nord for enden af Græshøjvej.
Da kultusminister J.J.A. Worsaae ved sit besøg i 1850 fandt runestenen næsten tildækket af jord, fik han den 1851 opstillet ved hjørnet af Roskildevej og Kallerupvej. Men skoledrengene pyntede desværre for meget på stenen ved at ridse runerne tydeligere med kridt. Derfor blev den efter opfordring fra provst P. Heegaard i 1921 flyttet hen på kirkegården ved Ansgarkirken. Stenen var en gravsten over en fornem hedensk vikingehøvding fra omkring år 800 e.Kr.
Mens stenen endnu stod ude ved landevejen, blev den af egnens kunstmaler, L.A. Ring, foreviget på et maleri: Runesten ved Roskilde Landevej. På billedet af den øde vej med stenen og en række telegrafpæle ser man i forgrunden en krage svæve lavt over snedækket landskab.
Runerne på Kallerupstenen, ”der lå ved Roskilde kulturbygden Kallerup ved Roskilde Fjords indre vige” , er fra 700-tallet e.Kr. Der er i Danmark kun fundet ganske få andre runestene fra 700-tallet. En af dem er Snoldelevstenen, der er flyttet til Nationalmuseet. Disse tidlige runestene er kun fundet på øerne og i Skåne.